# محي الدين مفتاح
محي الدين مفتاح، من مواليد 26 سبتمبر 1968 بتيزي وزو، لاعب كرة قدم جزائري سابق، وسط ميدان دفاعي سابق لمنتخب الجزائر، اللاعب الذي له أكبر عدد من المشاركات مع المنتخب حيث له 107 مباراة دولية سجل فيها 3 أهداف. لعب مع عدة أندية أهمها شبيبة القبائل واتحاد الجزائر.

## روابط خارجية
- محي الدين مفتاح على موقع قاعدة بيانات كرة القدم.إي يو (الإنجليزية)
- محي الدين مفتاح على موقع ناشيونال فوتبول تيمز (الإنجليزية)
- محي الدين مفتاح على موقع Soccerway.com (الإنجليزية)